# محوطه سرابله ۲
محوطه سرابله ۲ مربوط به عصر مس - عصر مفرغ دوره ایلخانی است و در شهرستان سرپل ذهاب، بخش مرکزی، دهستان حومه سرپل، ۱/۲ کیلومتری شمال روستای سرابله واقع شده و این اثر در تاریخ ۲۶ اسفند ۱۳۸۷ با شمارهٔ ثبت ۲۵۵۹۶ به‌عنوان یکی از آثار ملی ایران به ثبت رسیده است.